# Гуревич, Леонид Абрамович
Леонид Абрамович Гуревич (27 марта 1932 — 16 февраля 2001, Нью-Йорк) — российский сценарист, кинодраматург неигрового кино, режиссёр, кинокритик, киновед. Заслуженный деятель искусств Российской Федерации (2000).

## Биография
Окончил школу с золотой медалью и Окончил химфак ВГУ (Воронежский государственный университет) (1956), работал инженером в Саратове. Три раза ему отказывали в поступлении во ВГИК. Работал в документальном кинематографе и на телевидении. Был редактором Экспериментального объединения киностудии «Мосфильм».
Автор сценария более восьмидесяти неигровых фильмов. Преподавал во ВГИКе.
С 1984 руководил мастерскими документального кино на Высших курсах сценаристов и режиссёров.
Член Правления Союза кинематографистов Москвы.
Жена — актриса и журналист Сима Березанская, телеведущая проживает в Нью-Йорке.
Умер в аэропорту JFK (Аэропорт имени Джона Кеннеди) в Нью-Йорке.

## Фильмография
- Круг Жизни 1976[4], совместно с Л. Рымаренко и З. Вольфсоном.
- «Это моя земля», «Киргизфильм», режиссёр Г. Визитей, 1963 г.
- «Самая послушная», (режиссёр совм. с Б. Абдылдаевым), 1965 г.
- «Через время», ТО «Экран», режиссёр Г. Визитей, 1968 г.
- «Что там под нами?» Свердловская к/ст, режиссёр Р. Куркин, 1968 г.
- «Воспоминание о камне», СССР, 1969 г.
- «Город открывает лицо», ТО «Экран», режиссёр Л. Михайлова, 1970 г.
- «Спрашивайте, мальчики», ТО «Экран», режиссёр Г. Визитей, 1970 г.
- «Наш дом — Земля», Свердловская к/ст., режиссёры В. Волянская, Л. Рымаренко, 1971 г.
- «Наше кровное дело», Свердловская к/ст., режиссёры В. Волянская, Л. Рымаренко, 1971 г.
- «Урал», Свердловская к/ст., режиссёр В. Волянская, Л. Рымаренко, 1972 г.
- «Уральский мастеровой», Свердловская к/ст., режиссёр Л. Козырева, 1972 г.
- «Тропа проселочная, отчая…», СССР, 1972 г.
- «Кудесники металла», Свердловская к/ст., режиссёры В. Волянская, Л. Рымаренко, 1973 г.
- «Республика за Байкалом», Свердловская к/ст., режиссёр Л. Ефимов, 1973 г.
- «Вступление», Свердловская к/ст., режиссёр И. Богуславский, 1974 г.
- «Монолог о Байкале», Свердловская к/ст., режиссёр Л. Ефимов, 1974 г.
- «Одержимый Исаев», Ст. н/п. и документальных фильмов Узбекистана, режиссёр Д. Салимов, 1974 г.
- «Вступление», СССР, 1974 г.
- «Биология плюс физика», Свердловская к/ст., режиссёры В. Волянская, Л. Рымаренко, 1975 г.
- «Последние игры», Свердловская к/ст., режиссёр Б. Галантер, 1975 г.
- «Спешите делать добро», Грузинская ст. н/п. и документальных фильмов, режиссёр Л. Бакрадзе, 1975 г.
- «Быть человеком», к/ст. Министерства Обороны СССР, режиссёры О. Гедрович, Н. Рышков, 1976 г.
- «Златоуст — уральский самородок», Свердловская к/ст., режиссёр Б. Урицкий, 1976 г.
- «Круг жизни», Свердловская к/ст., режиссёры В. Волянская, Л. Рымаренко, 1976 г.
- «Олимпийский прицел», Западно-Сибирская ст. к/хр., режиссёр В. Клабуков, 1978 г.
- «Прыгнуть и забыть», ТО Экран, режиссёр А. Михайловский, 1978 г.
- «Эксперимент на себе», ЦСДФ, режиссёр И. Жуковская, 1978 г.
- «Пока есть кедр», Западно-Сибирская ст. к/хр., режиссёр В. Клабуков, 1979 г.
- «Сердце», Грузинская ст. н/п. и документальных фильмов, режиссёр Л. Бакрадзе, 1979 г.
- «Встречь солнцу» (автор текста), Свердловская к/ст., режиссёр Б. Кустов, 1980 г.
- «Директор Кузбасса», Западно-Сибирская ст. к/хр., режиссёр В. Клабуков, 1980 г.
- «Предвидеть!» Свердловская к/ст., режиссёры В. Волянская, Л. Рымаренко, 1980 г.
- «Трудная олимпиада в Лейк-Плэсиде», ЦСДФ, режиссёр В. Коновалов, 1980 г.
- «Мравалжамиер», Грузинская ст. н/п. и документальных фильмов, режиссёр Л. Бакрадзе, 1981 г.
- «Грузины в Большом», Грузинская ст. н/п. и документальных фильмов, режиссёр Л. Бакрадзе, 1982
- «Почин», Свердловская к/ст., режиссёр Б. Кустов, 1982 г.
- «Человек из Очамчиры», Грузинская ст. н/п. и документальных фильмов, режиссёр Л. Бакрадзе, 1982 г.
- «Я из Тбилиси», Грузинская ст. н/п. и документальных фильмов, режиссёр Л. Бакрадзе, 1982 г.
- «Все твои дочери», СССР, 1982 г.
- «Будь полезен человечеству», Свердловская к/ст., режиссёры В. Волянская, Л. Рымаренко, 1983 г
- «Если ты хозяин», Западно-Сибирская ст. к/хр., режиссёр В. Клабуков, 1983 г.
- «Крестьянский сын», Восточно-Сибирская ст. к/хр., режиссёр М. Шмулевич, 1983 г.
- «Воитель добрый», Грузинская ст. н/п. и документальных фильмов, режиссёр Л. Бакрадзе, 1984 г.
- «…Имени Шумакова», Западно-Сибирская ст. к/хр., режиссёр А. Мамонтова, 1984 г.
- «Он и триста тридцать три», ТО «Экран», режиссёр А. Добровольский, 1984 г.
- «Ищу и нахожу», Восточно-Сибирская ст. к/хр., режиссёр В. Эйснер, 1985 г.
- «Наследую…» Западно-Сибирская ст. к/хр., режиссёр В. Клабуков, 1985 г.
- «Сделайте меня красивой», Грузинская ст. н/п. и документальных фильмов, режиссёр Л. Бакрадзе, 1985 г.
- «Любовь», Грузинская ст. н/п. и документальных фильмов, режиссёр Л. Бакрадзе, 1986 г.
- «Непрофессионал», Ростовская ст. к/хр., режиссёр С. Стародубцев, 1986 г.
- «Сергей Залыгин. На время отложив рукопись…» Восточно-Сибирская ст. к/хр., режиссёр В. Эйснер, 1986 г.
- «Сцены у фонтана», «Казахфильм», режиссёр И. Гонопольский, 1986 г.
- «Шоферская баллада», «Новосибирсктелефильм», режиссёр В. Соломин, 1986 г.
- «Секундант», Восточно-Сибирская ст. к/хр., режиссёр Ш. Седен-Оол, 1987 г.
- «Сколько стоит пейзаж?» Свердловская к/ст., режиссёры В. Волянская, Л. Рымаренко, 1987 г.
- «Точка зрения», Свердловская к/ст., режиссёр Л. Ефимов, 1987 г.
- «Кто хозяин земли», Грузинская ст. н/п. и документальных фильмов, режиссёры Л. Бакрадзе, М. Бакрадзе, 1988 г.
- «Оставаться самим собой», Западно-Сибирская ст. к/хр., режиссёр В. Клабуков, 1988 г.
- «Спасти пустыню», «Туркменфильм», режиссёр С. Молланиязов, 1988 г.
- «За все в ответе», СССР, режиссёр А. Школьников, 1988 г.
- «Котлован», Ростовская ст. к/хр., режиссёр С. Стародубцев, 1989 г.
- «Миссия», Грузинская ст. н/п. и документальных фильмов, режиссёры Л. Бакрадзе, М. Бакрадзе, 1989 г.
- «Неизвестное о Неизвестном», «Центрнаучфильм», режиссёр Г. Чертов, 1989 г.
- «Послесловие», «Казахфильм», режиссёр И. Гонопольский, 1989 г.
- «Миссия Рауля Валленберга», «Киевнаучфильм», режиссёр А. Роднянский, 1990 г.
- «Послесловие», СССР, 1990 г.
- «Мы ещё будем жить настоящей жизнью», Западно-Сибирская ст. к/хр., режиссёр В. Клабуков, 1991 г.
- «Кресло для полета», Западно-Сибирская ст. к/хр., режиссёр В. Клабуков, 1992 г.
- «И увидели новую землю…», (режиссёр и автор сценария), казахстан, 1992 г.
- «И так далее…» Свердловская к/ст., режиссёр В. Мирзоян, 1995 г.
- «Пленники Терпсихоры», «Гранат-фильм», режиссёр Е. Резников, 1995 г.
- «Непотопляемый», (режиссёр и автор сценария), Россия, 1995 г.
- «Как могу, Господи…» «Клио», режиссёр Е. Голынкин, 1996 г.
- «Жить долго и умереть молодым», «Паганель», режиссёр А. Коган, 1996 г.
- «Плен Дракона», «Школа-студия документального кино», режиссёр Г. Городний, 1996 г.
- «Я начинаю здесь бывать…», Россия, 1996 г.
- «Улыбка Княжинского», РТР, режиссёр А. Коган, 1997 г.
- «Эйзенштейн в Алма-Ате. 1941—1944», «I G Company», режиссёр И. Гонопольский, 1998 г.
- «Отрицание любви?» «Гранат», режиссёр Е. Резников, 1999 г.
- «Автопортреты», «Уралфильм», режиссёр Л. Ефимов, 2000 г.
- «Раввин», РЦСДФ, режиссёр Г. Евтушенко, 2000 г.
- «Чистота цвета, или Мужик есть мужик», «I G Company», режиссёр И. Гонопольский, 2000 г.
- «И был счастлив», Россия, режиссёр И. Романовский, 2002 г.